# Christopher Wooh
Christopher Maurice Wooh, född 18 september 2001 i Louvres i Frankrike, är en kamerunsk fotbollsspelare som spelar för Rennes.

## Klubbkarriär

### Tidiga år
Wooh spelade som ung för Puiseux Louvres, Chantilly och Nancy. Säsongen 2018/2019 var han första gången med på avbytarbänken i Nancys A-lag samt spelade sju matcher för reservlaget i Championnat National 3 (franska femtedivisionen). Under hösten 2020 spelade Wooh två matcher för reservlaget och fick rött kort i båda matcherna innan serien blev avbruten i oktober 2020 på grund av covid-19-pandemin.

### Nancy: Professionell debut
Wooh debuterade för Nancy den 20 januari 2021 i en 1–0-förlust mot Sochaux i Coupe de France. Wooh gjorde sin Ligue 2-debut den 13 februari 2021 i en 2–1-seger över Dunkerque, där han blev inbytt i den 90:e minuten mot Vinni Triboulet. I säsongens sista matchdag, den 15 maj, gjorde Wooh sina två första mål i en 2–2-match mot Amiens. Han spelade totalt 13 ligamatcher och en cupmatch för Nancy under säsongen 2020/2021.

### Lens: Ligue 1-debut
Den 1 juni 2021 värvades Wooh av Ligue 1-klubben Lens, där han skrev på ett fyraårskontrakt. Wooh gjorde sin Ligue 1-debut den 8 augusti 2021 i en 1–1-match mot Rennes. Han spelade totalt 14 ligamatcher, varav 11 från start samt två cupmatcher under säsongen 2021/2022. Wooh spelade under säsongen även fem matcher och gjorde två mål för reservlaget i Championnat National 2 (franska fjärdedivisionen).
Wooh inledde säsongen 2022/2023 som tränarens fjärdeval i försvaret i ett lag som spelade med en trebackslinje. Han gjorde endast ett kort inhopp i säsongens femte omgång mot Lorient.

### Rennes
Den 1 september 2022 värvades Wooh av Rennes, där han skrev på ett fyraårskontrakt.

## Landslagskarriär
I mars 2018 var Wooh en del av Frankrikes U17-landslag som kvalade till U17-EM, men han fick dock ingen speltid.
I maj 2022 blev Wooh för första gången uttagen i Kameruns trupp i kvalet till Afrikanska mästerskapet 2023. Wooh debuterade den 8 juni 2022 i en 1–0-vinst över Burundi, där han blev inbytt i den 87:e minuten mot Michael Ngadeu-Ngadjui. I november 2022 blev Wooh uttagen i Kameruns trupp till VM 2022.